# Macintosh Quadra 660AV
A Macintosh Centris 660AV asztali számítógépet 1993. július 29. és 1993. október 1. között 3 hónapon keresztül, a Macintosh Quadra 660AV asztali számítógépet 1993. október 1. és 1994. szeptember 12. között 11 hónapon keresztül gyártotta és forgalmazta az Apple. Mindkét számítógép a Macintosh Quadra számítógép-családba tartozott.

## Története
A fejlesztés során Tempest kódnévre hallgató Centris 660AV nevében az AV az audio (hang) és videó ki/bemeneti képességet jelölte. A Centrisből Quadra lett, de ennek nem technikai változózás volt az oka. A névváltás oka, hogy 1993-ban az Apple úgy döntött, hogy követi azt az iparági trendet, hogy megcélzott ügyfél-csoportonként eltérő nevet ad termékcsaládjainak. A Quadra lett az üzleti, az LC az oktatási és Performa otthoni piac számára szánt Macintoshok neve. Az épp bevezetett Centris név a Quadrába olvadt bele. A Quadra 660AV néhány hónappal a Power Macintosh 6100/60AV bemutatása után megszűnt. Az Apple 1399 dollárért kínálta a Power Macintosh frissítési kártyát, amelyet a 660AV-be illesztve a gép megfelelt a 6100/60AV specifikációinak. A 660AV és a Quadra 630 olyan felhasználók számára készült, akik által használt szoftvereknek nem volt még PowerPC-natív verziója.

## Technikai leírás
A bézs színű gép súlya 6,4 kg, magassága 86 mm, szélessége 414 mm és mélysége 396 mm volt. A Quadra 660AV számítógépet egymagos 25 MHz-es Motorola 68040 processzor vezérelte (L2 cache: 8kB),  A teljesítményt AT&T 3210 co-processzor növelte. A gép bemutatásakor az alapkiépítésben 4MB (80ns) memóriát tartalmazott, maximálisan 68MB (80ns) kezelésére volt képes a gyári specifikáció szerint, a bővítéshez 2 hely (slot) állt rendelkezésre. A számítógépnek nem volt saját kijelzője. Az adatokat a 230GB belső merevlemezre lehetett elmenteni. A gépet Mac OS 8.1 operációs rendszerrel szállította az Apple. Csatlakozók: egy AAUI-15, egy ADB, két soros port, egy DB-25 SCSI-hoz, kijelzőhöz egy DB-15, egy 3,5 mm-es jack audió bemenet, egy 3,5 mm-es jack audió kimenet. Egy NuBus eszköz beépítéséhez alakítottak ki helyet.

## A számítógép adatai
A táblázat nem tartalmazza az összes műszaki paramétert. Az egyes modelleknél a bemutatáskor érvényes adatokat soroljuk fel, a későbbi frissítéseket nem. Az eszköz technikai paraméterei a MacTracker alkalmazásból származnak.
| Gép nevebemutatva kivezetve                | Méretmagasság szélesség mélység súlySzín | Processzorprocesszor órajel, mag L1 és L2 cache társprocesszor | Háttértármerevlemezkülső adathordozó | Eredeti operációs rendszer | Memóriaalap max. @sebességhely | Kijelzőmérete felbontása | Grafikakártyamemória kimenet | CsatlakozókEthernet, ADB, soros, SCSI, párhuzamos, FDD, kijelző, hang be/ki, belső mikrofon, hangszóró                                             | Bővíthetőségkártyahelybelső öbölkülső csatlakozó |
| ------------------------------------------ | ---------------------------------------- | -------------------------------------------------------------- | ------------------------------------ | -------------------------- | ------------------------------ | ------------------------ | ---------------------------- | --- | ------------------------------------------------ |
| Centris 660AV1993. júl. 29. 1993. okt. 1.  | 860 mm 414 mm 396 mm 6,4 kg bézs         | Motorola 68040 @25 MHz és 1 mag L1 8kB, AT&T 3210              | 80MB HDD 2xCD-ROM 1,44 floppy        | Mac OS 8.1                 | 4MB max: 68MB @80ns2 hely      | nincs kijelző            | 1MB 1 DB–15                  | * AAUI-15 (Ethernet) * 1 ADB * 2 soros * 1 D–25 (SCSI) * 1 DB-15 (külső monitor) * 1 3,5 jack audió be * 1 3,5 jack audió ki * beépített hangszóró | * 1 NuBus* SCSI (külső)                          |
| Quadra 660AV1993. okt. 1. 1994. szept. 12. | 86 mm 414 mm 396 mm 6,4 kg bézs          | Motorola 68040 @25 MHz és 1 mag L1 8kB, AT&T 3210              | 230GB HDD                            | Mac OS 8.1                 | 4MB max: 68MB @80ns2 hely      | nincs kijelző            | 1MB 1 DB–15                  | * AAUI-15 (Ethernet) * 1 ADB * 2 soros * 1 D–25 (SCSI) * 1 DB-15 (külső monitor) * 1 3,5 jack audió be * 1 3,5 jack audió ki * beépített hangszóró | * 1 NuBus* SCSI (külső)                          |

## Macintosh Quadra számítógépek az időben
| A Macintosh Quadra számítógépek idővonalon |
| --- |
| A színek kezdete a bemutató időpontja, a forgalmazás több esetben is hónapokkal később kezdődött. Megeshet, hogy egy csík végét kitakarja egy másik csík eleje. Előfordul, hogy a gyártás befejezését követően még egy ideig forgalomban marad a gép adott verziója. |